# ۳۰۰۰ مایل به گریسلند
۳۰۰۰ مایل به گریسلند (به انگلیسی: 3000 Miles to Graceland) فیلمی محصول سال ۲۰۰۱ و به کارگردانی دمیان لیچسلند است. در این فیلم بازیگرانی همچون کرت راسل، کوین کاستنر، کورتنی کاکس، کریستین اسلیتر، کوین پولاک، دیوید آرکت، جان لاویتس، هاوی لانگ، توماس هیدن چرچ، بوکیم وودبین، آیس-تی، لوئیس لومباردی، پل آنکا، دیزی مک‌کرکین ایفای نقش کرده‌اند.